# Sagina saginoides
Sagina saginoides là loài thực vật có hoa thuộc họ Cẩm chướng. Loài này được (L.) H.Karst. miêu tả khoa học đầu tiên năm 1882.